# 神野一仁

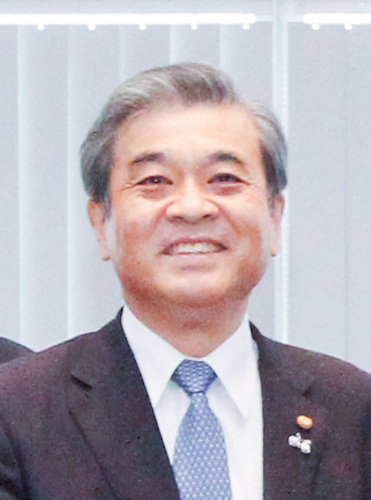
神野一仁

神野 一仁（こうの かずひと、1955年8月6日 - ）は、日本の地方公務員。愛媛県副知事を経て、社会福祉法人愛媛県社会福祉事業団理事長、株式会社愛媛銀行取締役。

## 人物・経歴
愛媛県出身。1974年愛媛県立松山東高等学校卒業。1978年大阪大学経済学部卒業、愛媛県入庁。2011年愛媛県経済労働部観光国際局長。2012年愛媛県経済労働部管理局長。2013年愛媛県経済労働部長。2016年愛媛県商工会連合会専務理事。2018年愛媛県商工会連合会専務理事。同年 愛媛県副知事。2020年社会福祉法人愛媛県社会福祉事業団理事長。2022年株式会社愛媛銀行取締役。